# Ole Worm

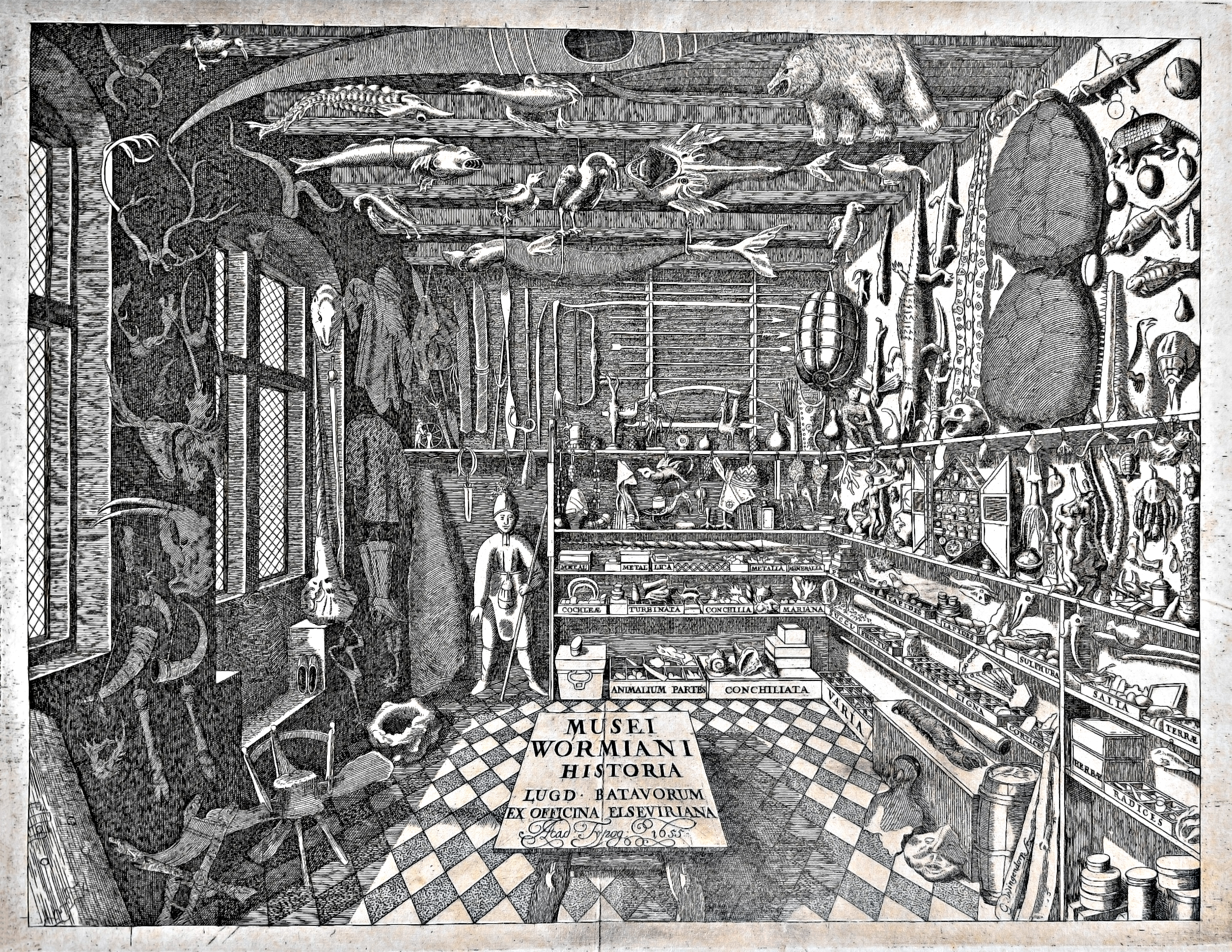
Musei Wormiani Historia, frontstycket från Museum Wormianum som visar Worms "kabinett av underligheter".

Ole Worm (latiniserat Olaus Wormius), född 13 maj 1588, död 31 augusti 1654, var en dansk läkare och antikvarie samt far till Willum Worm och farfar till Christen Worm.

## Biografi
Ole Worms far Willum Worm var Århus borgmästare. Worm blev en rik man då han ärvde hela sin fars förmögenhet. Hans farfar Johan Worm, magistrat i Århus, var lutheran som flytt från Arnhem i Gelderland när det var under katolskt styre.
Efter att ha gått ut grundskolan i Århus studerade Worm vid universitetet i Marburg 1605. 1611 avlade han medicine doktorsexamen vid universitetet i Basel och 1617 magisterexamen vid Köpenhamns universitet. Återstoden av sin akademiska karriär tillbringade han i Köpenhamn där han undervisade i latin, grekiska, fysik och medicin. Han var även personlig läkare åt kung Kristian IV av Danmark.
Något anmärkningsvärt för en läkare vid den här tiden var att han stannade kvar i Köpenhamn under pestepidemin för att hjälpa de sjuka. Som kuriosa kan nämnas att han ett tag ägde en av Gustav II Adolfs sporrar tagna som troféer den 6 november 1632 i slaget vid Lützen. Sporren kom sedermera slutligen till Riddarholmskyrkan i Stockholm där konungen har sin sista viloplats sedan den 22 juni 1634.

## Vetenskaplig och kulturell betydelse
Ole Worm hade en mycket omfattande lärdom och stor betydelse, både som universitetslärare och som läkare. Till medicinen bidrog han med kunskap om embryon. De så kallade "Worms ben" är inte upptäckta av honom utan endast namngivna efter honom av Thomas Bartolin. Man har av honom en mängd disputationer, samlade i Institutionum medicarum libri V (1636-40) och Controversiarum medicarum exercitationes I-XVIII (1624-53).
Största förtjänsten inlade han emellertid som väckande fornforskare, särskilt på runtolkningens område. Han skrev ett antal avhandlingar om runstenar och samlade texter skrivna med runskrift. 1626 publicerade Worm sitt verk Fasti Danici eller "Dansk kronologi", om danska kalenderväsendet, innehållande hans forskningsresultat av runskrift. 1636 följde verket Runir seu Danica literatura antiquissima eller "Runor - den äldsta danska litteraturen", som var en samlingsvolym av texten skrivna med runskrift.
Genom ett kungligt påbud blev på hans tillskyndan tretton runstenar förda till Köpenhamn och många andra avtecknade. Han framlade resultatet av sina forskningar också i Monumenta danica (1643), omfattande 139 inskrifter, bland vilka även fanns 59 norska, 27 skånska och 4 gotländska. På grund av bristande kunskap om fornspråket är hans tolkningar visserligen otillfredsställande, särskildt av guldhornstexten (1641), men äger i alla fall sin betydelse såsom det första försöket; han kallas också med rätta "danska fornforskningens fader".
Worm är även känd för att ha samlat på tidig skandinavisk litteratur. Han låg bakom utgivningen av Peder Claussøn Friis översättning av Snorre Sturlasson (1633). Han upprättade ett stort museum av varjehanda naturhistoriska, etnografiska och patologiska föremål, vilket blev en av Köpenhamns sevärdheter och erhöll sin beskrivning i praktverket Museum wormianum (1655); det övergick längre fram till kungliga konstkammaren och därigenom senare till danska statens samlingar. Worms stora anseende i den lärda världen framgår bland annat av hans brevväxling (utgiven 1751), som innehåller brev från 142 vetenskapsmän.

## Worm i populärlitteratur
Under senare år har Worm fått stå som mall för många fiktiva karaktärer som även lånat hans namn. H. P. Lovecraft använde karaktären Olaus Wormius som översättaren av sin kända fiktiva bok Necronomicon. Lovecraft placerar honom felaktigt under 1200-talet.